# Hombro

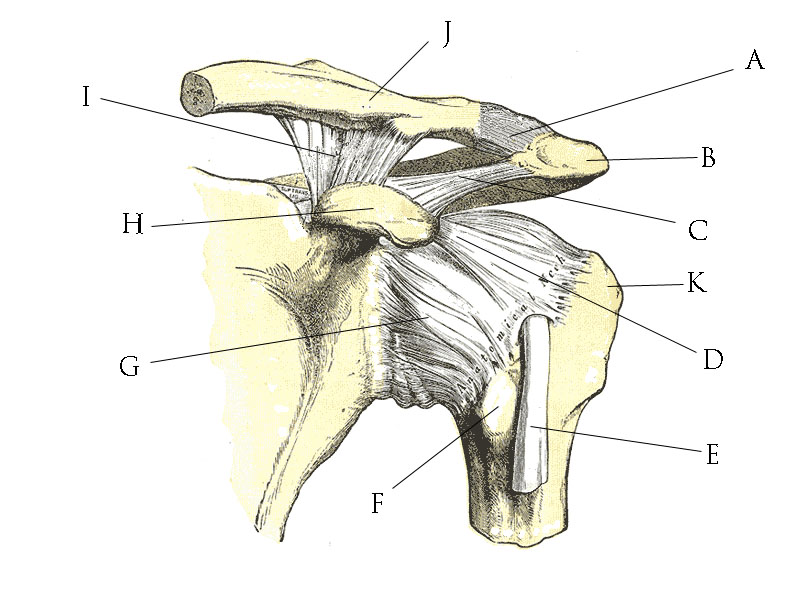
Vista anterior del hombro izquierdo:
A. Ligamento acromioclavicular
B. Acromion
C. Ligamento coracoacromial
D. Ligamento coracohumeral
E. Tendón del bíceps
F. Tubérculo menor del Húmero
G. Ligamento capsular
H. Coracoides
I. Ligamento trapezoide
J. Clavícula
K. Húmero

En anatomía humana, el hombro es la parte del cuerpo donde se une el brazo con el tronco. Está formado por la conjunción de los extremos de tres huesos: la clavícula, la escápula y el húmero; así como por músculos, ligamentos y tendones. La principal articulación del hombro es la que une la cabeza del húmero con la escápula, recibe el nombre de articulación glenohumeral y  presenta dos superficies articulares, una de ellas corresponde a la cabeza del humero que tiene forma semiesférica y la otra es la cavidad glenoidea de la escápula, estas superficies están recubiertos por cartílago que permiten un movimiento suave e indoloro. Exteriormente una envoltura de tejido blando circunda el conjunto, es la llamada cápsula articular que está reforzada por varios ligamentos que le dan estabilidad e impiden que los huesos se desplacen más allá de sus límites fisiológicos. Un conjunto de músculos y sus tendones se unen a las superficies de los huesos y hacen posible la movilidad de la articulación, entre ellos es muy importante el manguito rotador formado por cuatro músculos que proporcionan movilidad y  estabilidad al hombro. Varias estructuras transparentes en forma de saco llamadas bolsas serosas, permiten el deslizamiento suave de los diferentes componentes móviles. El hombro es la articulación con mayor amplitud de movimientos del cuerpo humano.

## Articulaciones

Húmero

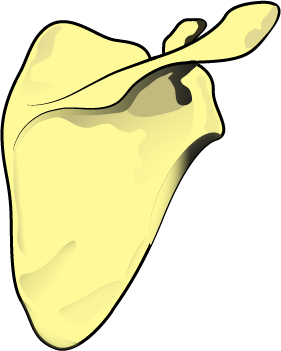
Escápula

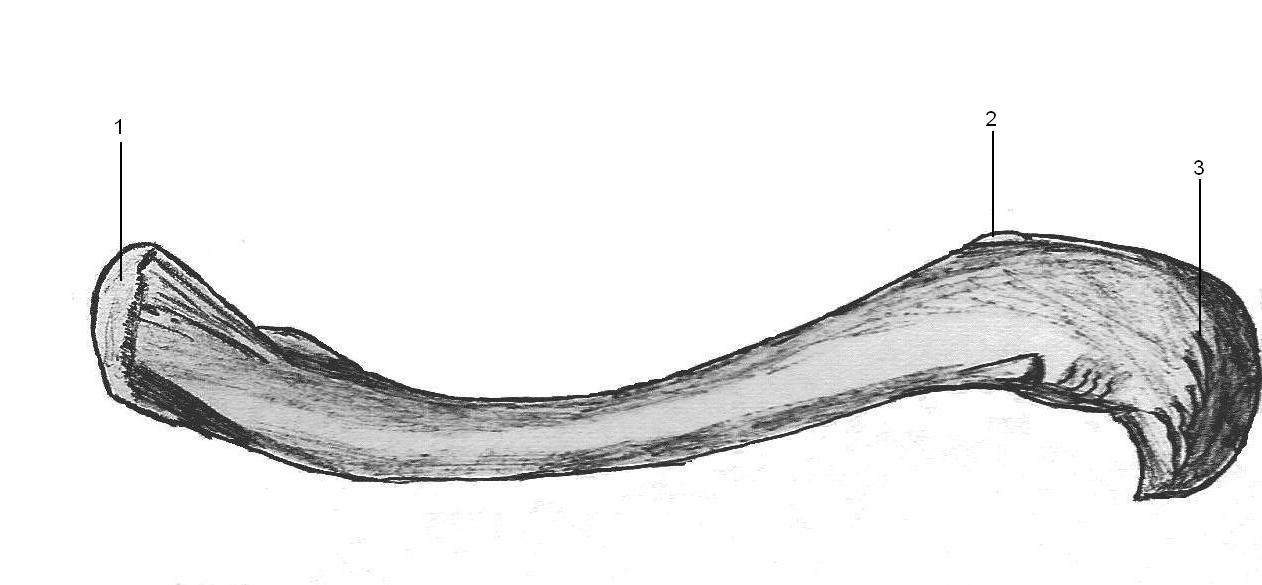
Clavícula

El hombro es un complejo articular, está formado por varias articulaciones. Estas se pueden clasificar en dos grupos:
Primer grupo:
- Articulación glenohumeral: También se conoce por articulación del hombro y está compuesta por la cabeza del húmero y la cavidad glenoidea, sita a su vez esta última en la escápula. Estaría considerada como una articulación verdadera desde el punto de vista anatómico, ya que son dos superficies cartilaginosas las que se deslizan entre sí. Es una articulación de tipo diartrosis y dentro de ellas a su vez está clasificada como enartrosis.[3]
- Articulación subdeltoidea: También considerada como segunda articulación del hombro. Anatómicamente no estaría considerada como articulación por lo que se consideraría una falsa articulación o sisarcosis, aunque fisiológicamente sí. Son dos superficies que se deslizan entre sí; la cara profunda del deltoides y el manguito de los rotadores, aquí podemos encontrar una bolsa serosa que facilita el deslizamiento. La articulación subdeltoidea está mecánicamente unida a la articulación glenohumeral: un movimiento cualquiera de la glenohumeral genera un movimiento en la subdeltoidea. Otros libros de anatomía describen en lugar de esta la articulación denominada subacromial, que estaría situada entre el techo del hombro y el manguito de los rotadores muscular, que compacta la cabeza del húmero. Todo el espacio está compuesto de bolsas sinoviales.[3]

Segundo grupo:
- Articulación escapulotorácica: Articulación fisiológica y no anatómica, es una falsa articulación o sisarcosis. Realiza un deslizamiento de la escápula sobre la parrilla costal. Se considera la articulación más importante del grupo a pesar de que no puede actuar sin las otras dos ya que están mecánicamente unidas.

Aparecen  dos planos de deslizamiento entre células, lo podemos ver en la imagen transversal del tórax.
En el lado izquierdo de la imagen vemos el  tórax, con la parte oblicua de las costillas y los músculos intercostales. Los huesos que se muestran  son el húmero, con inserción del pectoral mayor, el músculo deltoides por fuera rodeándolo. En el  corte del omóplato vemos recubriéndolo a los siguientes músculos: por delante el músculo subescapular, y en la parte posterior el infraespinoso, redondo menor y redondo mayor. Desde el borde interno de la escápula hasta el lateral del tórax se extiende el serrato anterior. De esta forma, se crean dos estaciones de deslizamiento entre las fibras:
- Un espacio entre el subescapular (que recubre a la escápula) y el serrato anterior, el espacio omoserrático.
- Un espacio entre la pared del tórax y el serrato anterior (músculo), conocido como espacio tóraco o parietoserrático.
Apreciando la mitad derecha de un corte observamos la estructura funcional de la cintura escapular:
-La escápula forma parte de un plano que va a  formar un ángulo de 30º con el plano correspondiente al apoyo dorsal, quedando paralelo al plano frontal
Este ángulo representa el plano fisiológico de abducción de la articulación del hombro.
-La clavícula  tiene una forma de S itálica,  y a pesar de ello no va a ser una S perfecta, sino que es oblicua hacia fuera y hacia atrás. Para ello sigue una dirección cuyo ángulo con el plano frontal es de 30º. Está articulada por delante y también por detrás con el esternón, con la articulación esternocostoclavicular por la parte media y va a formar un ángulo de 60º con la escápula. 
-Este ángulo entre clavícula y escápula va a estar abierto hacia dentro en la posición anatómica y va a sufrir modificaciones en función de los movimientos del ilion escapular.
-Si observamos el tórax y la cintura escapular en su parte posterior, la escápula se representa en el plano frontal, a pesar de lo que pueda parecer a simple vista. La escápula se extiende desde la 2ª a la 7ª costilla, en posición fisiológica. El borde interno de la espina de la escápula está a una distancia de 5-6 cm de la línea de las apófisis espinosas. Su ángulo inferior dista 7 cm de la línea de las apófisis espinosas, por lo que como se puede apreciar, el borde interno no es recto, sino que es oblicuo, de forma que a medida que se desciende por este borde, se observa mayor separación.
- Articulación acromioclavicular: Verdadera articulación situada entre la porción externa de la clavícula y el acromion. Es una articulación de tipo artrodia.[4] Es una articulación plana y con unos potentes ligamentos, lo que provoca que su amplitud de movimiento sea muy limitada.[3]
- Articulación esternoclavicular: Verdadera articulación, se localiza entre la porción interna de la clavícula y la parte superior del esternón. Es una articulación de tipo toroide, encaje recíproco o en silla de montar.[4] La falta de congruencia entre la carilla articular esternal y la clavicular se compensa compensa con la presencia de un disco articular fibrocartilaginoso.[3]

En cada uno de los grupos, las articulaciones están mecánicamente unidas (actúan a la vez). Los dos grupos también actúan en  simultáneamente y en proporciones variables.

## Músculos

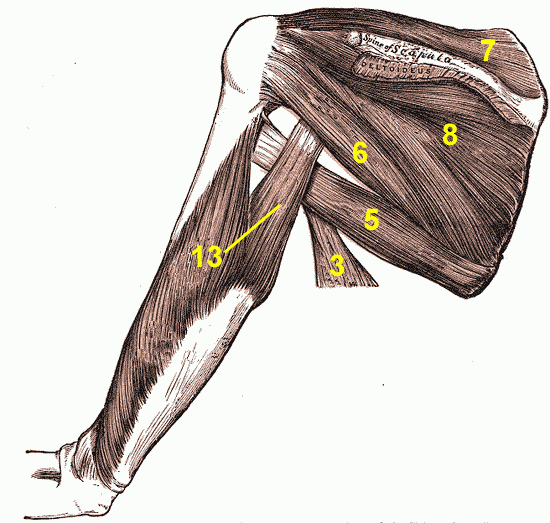
Vista posterior de la musculatura del hombro:
3. Dorsal ancho.
5. Redondo mayor.
6. Redondo menor.
7. Supraespinoso
8. Infraespinoso.
13. Porción larga del tríceps.

Los músculos ayudan a sostener el hombro y permiten la movilidad de la articulación en todas direcciones. Los 11 músculos más importantes para el funcionamiento del hombro son:
- El músculo supraespinoso. Realiza la abducción o separación del brazo.
- El músculo subescapular. Realiza la rotación interna.
- El músculo infraespinoso. Realiza la rotación externa.
- El músculo redondo menor. Contribuye a la rotación externa.
- El músculo redondo mayor. Contribuye a la extensión.
- El músculo deltoides. Realiza la extensión, flexión y la abducción.
- El músculo pectoral mayor. Interviene en la aducción o aproximación, la flexión y la extensión.
- El músculo dorsal ancho. Interviene en la extensión y la aducción.
- El músculo coracobraquial. Aduce al húmero.
- El músculo trapecio. Eleva, retrae y rota externamente la escapula.
- El músculo serrato anterior. Rota la escapula y la tracciona anteriormente contra la pared torácica

## Manguito de los rotadores
Se llama manguito de los rotadores al conjunto formado por los músculos supraespinoso, infraespinoso, redondo menor y subescapular, así como sus correspondientes tendones. Estos cuatro músculos parten de la escápula y se insertan en la cabeza del húmero muy próximos, aunque en realidad cada uno de ellos es independiente. En esta zona se producen frecuentemente lesiones, sobre todo tendinitis que a veces se denominan genéricamente tendinitis del manguito de los rotadores, mientras que en otras ocasiones se especifica el músculo concreto afectado, nombrándose en tal caso como tendinitis del supraespinoso que es la más habitual o de cualquiera de los otros tres músculos que forman el manguito.

## Biomecánica
La articulación del hombro tiene gran capacidad de movimiento en todas direcciones (en los tres ejes, y los tres planos del espacio). A continuación se relacionan los principales movimientos con sus límites en condiciones normales.
Movimientos elementales alrededor de los ejes sagital, coronal y longitudinal:
- Flexión. Se realiza elevando el brazo hacia adelante. Su amplitud es de 0° a 180°. 	Los músculos principales que ejecutan esta acción son el deltoides y pectoral mayor. Los accesorios son el coracobraquial, subescapular y bíceps.
- Extensión. Movimiento contrario al anterior. Amplitud de 0° a 50°. Los principales músculos que la ejecutan son el pectoral mayor (desde la flexión), dorsal ancho y redondo mayor. Los accesorios son deltoides y tríceps.
- Abducción o separación. Se realiza desplazando el brazo hacia afuera, su  amplitud es de 0° a 90°. Los músculos principales son deltoides y supraespinoso. Los accesorios son subescapular y bíceps.
- Aducción o aproximación. Es el movimiento contrario al anterior y tiene igual amplitud. Si el sujeto se encuentra en posición de referencia, es decir con el brazo junto al tronco, la aducción será imposible. Los músculos principales son pectoral mayor, subescapular, dorsal ancho. Los accesorios son el coracobraquial, subescapular, bíceps y tríceps.
- Rotación interna. Este movimiento puede ejecutarse llevando la mano hacia dentro con el codo en flexión de 90°. Los músculos principales son el coracobraquial, dorsal ancho, redondo mayor, pectoral mayor. Los accesorios son el deltoides, supraespinoso y bíceps.
- Rotación externa. Inverso al anterior, se realiza llevando la mano hacia afuera con el codo en flexión de 90°. Los músculos principales son infraespinoso  y redondo menor. El accesorio es el deltoides.

Movimientos combinados, combinan varios ejes:
- Circunducción: El movimiento combina los tres ejes describiendo un cono de circunducción.[4]
- Flexión horizontal: Se parte de una posición de 90° de abducción asociándose la flexión con la aducción de 140° de amplitud.[4]
- Extensión horizontal: Se parte de un movimiento de 90° de abducción asociándose la extensión con la aducción de una amplitud de unos 30°- 40°.[4]

### Biomecánica articular de la cintura escapular
1- Articulación glenohumeral: Consta de la cabeza del húmero que tiene una forma parecida a una semiesfera pero que dista mucho de ser regular y la cavidad glenoidea en el omoplato. Esta última esta orientada hacia afuera, hacia adelante y ligeramente hacia arriba, asimismo su superficie cóncava es irregular. Por otra parte está delmitáda por el  reborde glenoideo y cuenta con una superficie menor que la de la cabeza del húmero. Atendiendo a la disparidad entre el tamaño de la superficie entre las carillas articulares del húmero y de la cavidad glenoidea y su irregularidad se concluye que no hay una buena congruencia entre ambas. Para mejorar esta congruencia existe un anillo fibrocartilaginoso llamado rodete glenoideo situado  en el reborde glenoideo.
2- Articulación subdeltoidea: En su funcionamiento  constituye un plano de deslizamiento entre la cara profunda del músculo deltoides y el manguito de los rotadores. Entre estas dos estructuras hay una bolsa serosa. En el movimiento de abducción esta bolsa serosa se desliza y se pone en tensión el receso capsular inferior. Por otra parte el músculo coracobraquial constituyen la guardia anterior de esta articulación mientras que el tríceps braquial constituye su guardia inferior.
3- Articulación escapulotorácica:
Actualmente, además de los movimientos básicos de esta articulación, se han descrito otros movimientos en los que participa esta articulación. Estos son la abducción o flexión del brazo, que se combinan en diferentes grados. Con la ayuda de varias radiografías (realizadas por Caffinière)  hechas durante la abducción, que se compararon con la escápula, se estudiaron los componentes reales de este movimiento. Así se dedujo que durante la abducción activa la escápula debe realizar cuatro movimientos:
1) Asciende entre 8 y 10 cm, sin la realización de una anteriorización (cómo se creía en estudios anteriores).
2) Se mueve en forma de campanilla, de forma lineal prácticamente. Tiene unos 38° cuando la abducción pasa de 0 a 145°. La rotación angular pasa a ser igual en la articulación escapulotorácica y glenohumeral  a partir de los 120° en la abducción.
3) Un movimiento basculante en la que la punta de la escápula se va a desplazar hacia delante y hacia arriba y la porción superior lo hará hacia atrás y hacia abajo. La amplitud de este movimiento es de 23° durante la abducción de 0° a 45°. El movimiento tiene lugar en torno a un eje transversal, oblicuo de dentro afuera y de atrás adelante.
4) Un movimiento de “pivote”. Su característica principal es que va a ser un movimiento difásico, va a tener dos tiempos:
- En un primer tiempo o momento la glenoide tienen la tendencia a orientarse hacia atrás y para ello va a seguir un ángulo de 10°. Esto ocurre durante la abducción de 0º a 90º.
- En un segundo tiempo, la glenoide tiende a retomar una orientación hacia arriba. El ángulo en este caso es de 6°. Esto conlleva que la glenoide no recupere su orientación inicial en el plano anteroposterior.
4- Articulación acromioclavicular: Esta articulación se solicita en los movimientos de flexo-extensión del hombro, debido a los movimientos de báscula del omoplato que somete a la clavícula a una torsión.
5- Articulación esternoclavicular: Esta articulación corresponde a lo que se denomina cardán en mecánica, tiene forma de silla de montar. Posee dos grados de libertad pero mediante la combinación de ambos pueden efectuarse movimientos sobre el eje longitudinal o rotaciones.

## Ligamentos
- Ligamento glenohumeral superior. Une el rodete glenoideo de la escápula con el cuello anatómico del húmero.
- Ligamento glenohumeral medio. Desde el rodete glenoideo de la escápula hasta la tuberosidad menor del húmero o troquín.
- Ligamento glenohumeral inferior. Se extiende desde el rodete glenoideo de la escápula hasta el húmero por debajo del troquín.
- Ligamento acromioclavicular. Une la clavícula con el acromion.
- Ligamento coracohumeral. Es un ligamento muy potente que se extiende desde la apófisis coracoides de la escápula hasta las tuberosidades mayor y menor del húmero.[6]
- Ligamento coracoacromial. Desde la apófisis coracoides al acromion.
- Ligamento trapezoide. Se extiende desde el borde inferior de la clavícula hasta la apófisis coracoides de la escápula.

## Bolsas serosas
Las bolsas serosas son pequeñas estructuras con forma de bolsa, rellenas de líquido sinovial, que sirven para amortiguar las fricciones entre distintas estructuras. Las principales de la articulación del hombro son:
- Bolsa subacromial. Está situada en el espacio que existe entre la escápula y el manguito de los rotadores. Tiene la función de evitar que los tendones de los músculos que componen el manguito rocen contra el acromion.
- Bolsa subdeltoidea. Situada bajo el deltoides muy próxima a la bolsa subacromial con la que se comunica, por lo que en ocasiones se denominan indistintamente a ambas.
- Bolsa subescapular. Se posiciona esta bolsa bajo el músculo subsecapular, comunicándose con la cavidad articular del hombro a través del foramen de Weitbrecht.

## Lesiones frecuentes

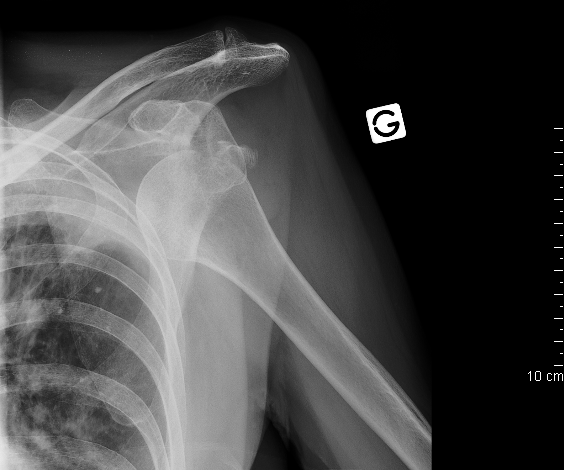
Radiografía en la que puede observarse una luxación anterior del hombro

### Luxación de hombro
Luxación es la lesión en la cual los segmentos óseos que forman una articulación se separan. La luxación de hombro, o luxación escapulohumeral ocurre con frecuencia debido a la gran amplitud de movimientos que presenta esta articulación. Generalmente es una luxación anterior, es decir la cabeza del húmero se sale de su posición normal en la cavidad glenoidea de la escápula y se coloca delante, haciendo muy difícil y doloroso cualquier tipo de movimiento en el que deban desplazarse estos elementos óseos. Suele ocurrir por un traumatismo, siendo muy frecuente en la práctica deportiva. El tratamiento requiere la colocación mediante maniobras especiales del humero en su lugar correcto, no debe nunca intentar realizarse esta acción por personas que no sean profesionales sanitarios.

### Luxación acromioclavicular
La luxación acromioclavicular o separación acromioclavicular no debe confundirse con la auténtica luxación de hombro o luxación escapulohumeral. Se produce por separación de los extremos óseos del acromion y la clavícula. Generalmente ocurre por traumas directos, por ejemplo caídas accidentales en las que el hombro impacta contra el suelo, muy frecuentes en la práctica de ciertas actividades deportivas. En condiciones normales la articulación acromioclavicular está sustentada por dos ligamentos que le dan estabilidad, el ligamento acromioclavicular y el coracoclavicular. La gravedad del cuadro es muy variable, pues puede ir desde una simple distensión de los ligamentos a una rotura completa de los mismos con lesión de algunos de los músculos próximos, a veces el extremo de la clavícula llega a perforar el músculo trapecio. 

### Tendinitis del supraespinoso
La tendinitis del supraespinoso se debe a la inflamación del tendón del músculo supraespinoso, y es una de las causas más frecuentes de dolor en el hombro. Cuando el brazo se eleva por encima de la cabeza, este tendón tiene gran tendencia a rozar con el borde inferior de una zona de la escápula que se llama acromion que está situado justo por encima. La fricción reitera da provoca la inflamación del tendón e incluso en ocasiones desgarros y roturas del mismo.

### Tendinitis bicipital
Se debe a la inflamación del tendón de la porción larga del músculo bíceps braquial en la región del hombro. Provoca dolor en la zona anterior de la articulación. En ocasiones después de una larga evolución puede llegar a producirse la rotura del tendón.

### Bursitis
La bursitis es la inflamación de una bolsa serosa, estructuras que se encuentran generalmente cerca de las articulaciones y sirven para facilitar los deslizamientos de las partes móviles, en particular huesos, músculos y tendones. En la región del hombro es habitual la bursitis subacromial, provocada por la inflamación de la bolsa serosa del mismo nombre que protege el músculo supraespinoso del roce con el acromion. La inflamación de la bolsa se debe generalmente a microtraumatismos repetitivos y causa dolor en la región anterior y lateral externa del hombro, provocando además déficit de movilidad. Se produce con frecuencia en deportistas que realizan lanzamientos de forma repetitiva.

### Capsulitis adhesiva
La capsulitis adhesiva (también llamada «hombro congelado» o «capsulitis retráctil»), consiste en una retracción de la cápsula articular, acompañada por dolor, inflamación y disminución grave de la movilidad de la articulación escapulohumeral, tanto activa como pasiva. Puede ser primaria, cuando no existe causa aparente, y secundaria, en cuyo caso está originada por inmovilización prolongada tras un traumatismo u otros trastornos inflamatorios que afecten a la articulación. La capsulitis adhesiva es un proceso de larga evolución que se produce con más frecuencia en pacientes de entre 40 y 70 años. Se puede tratar con medidas de rehabilitación y fisioterapia. Tiene tendencia a mejorar tras un periodo de alrededor de 15 meses, aunque suelen persistir deficiencias de movilidad.

### Fracturas del cuello del húmero
EL cuello del húmero está situado próximo a la articulación escápulohumeral. Este tipo de fracturas son frecuentes en niños y pacientes mayores de 50 años y pueden afectar según su localización al cuello anatómico del húmero o al cuello quirúrgico. En la mayor parte  de los casos se producen como consecuencia de un mecanismo indirecto, por ejemplo una caída en la que el sujeto apoya la mano en el suelo con el miembro superior extendido. Menos frecuentemente el mecanismo es directo por un golpe directo sobre la zona, pues la región del hombro está bien protegida por diferentes músculos, como el deltoides, que actúan amortiguando los impactos.

### Artrosis
La artrosis es una enfermedad degenerativa y dolorosa que se caracteriza por destrucción progresiva del cartílago que recubre las articulaciones, presencia de protuberancias óseas que se llaman osteofitos y deformidades de la articulación. El hombro es menos propenso a la artrosis que otras articulaciones como rodilla y cadera. Cuando existe suele deberse a diversos factores que han favorecido su aparición: traumatismos repetidos, fracturas antiguas, rigidez del hombro, luxaciones repetidas o tendinitis del manguito rotador de larga evolución.

### Artritis
La artritis es un proceso inflamatorio que afecta a una articulación, debe distinguirse de la artrosis que es un proceso degenerativo. A veces se denomina a la artrosis osteoartritis, terminología que tiende a causar confusión, por no tratarse de una auténtica artritis. 
La artritis del hombro puede estar ocasionada por diversas enfermedades, algunas de las más frecuentes son la artritis reumatoide, polimialgia reumática, artritis sépticas por un agentes infecciosos y artritis microcristalina por depósito de ácido úrico (gota). La artritis reumatoide cuando afecta al hombro provoca derrame en el interior de la articulación e intenso dolor con limitación de la movilidad, puede involucrar tanto a la articulación escapulohumeral como a la acromioclavicular.

### Dolor referido
Se llama dolor referido al que se experimenta en un área lejana de donde se encuentra la lesión o problema que lo provoca. En el hombro es relativamente frecuente y puede estar originado por causas cardiacas como el infarto agudo de miocardio, pulmonares como el neumotórax o el tumor de Pancoast y abdominales como los cálculos de la vesícula biliar y conductos biliares.